# Antonio Adamo
Antonio Adamo (Napoli, 30 luglio 1957) è un regista italiano.

## Riconoscimenti
Adamo ha ricevuto il premio come miglior regista ai Venus Awards nel 2002 e il titolo Best Director - Foreign Release agli AVN Awards del 2003 per il film Gladiator I.